# Tom Morrow
Pour les articles homonymes, voir Morrow.
Tom Morrow (un jeu de mots sur « tomorrow », signifiant demain) est un personnage imaginaire récurrent dans certaines attractions futuristes de Disney et actuellement la mascotte des pavillons Innoventions d'Epcot et de Disneyland.
Il est apparu pour la première fois dans l'attraction Flight to the Moon, ouverte en 1967 à Disneyland puis en 1971 au Magic Kingdom. Cet audio-animatronic anthropomorphe était le « directeur des opérations » au sein de Mission Control (l'avant-spectacle). 
Il a ensuite été repris dans Mission to Mars, attraction ouverte en 1975 et remplaçant la précédente avec un simple changement de destination.
Il est visible de nos jours :
- Tom Morrow, avec la voix de Nathan Lane, est un audio-animatronic de taille humaine situé à Disneyland
- Sous la forme d'une plaque commémorative au-dessus du Carousel of Progress du Magic Kingdom visible depuis le Tomorrowland Transit Authority.
- Tom Morrow 2.0, présent à Epcot et animant la section Tom Morrow 2.0's Playground d'Innoventions. Le nom a été explicitement utilisé en hommage à Mission to Mars[1].
- Tom Morrow 2.0 présente aussi l'émission Imagineer That! sur Disney Channel aux États-Unis.